# ستيفاني بنتلي
ستيفاني بنتلي (بالإنجليزية: Stephanie Bentley)‏ هي مغنية ومغنية مؤلفة أمريكية، ولدت في 29 أبريل 1963 في توماسفيل في الولايات المتحدة.

## وصلات خارجية
- الموقع الرسمي
- ستيفاني بنتلي على موقع ميوزك برينز (الإنجليزية)
- ستيفاني بنتلي على موقع ديسكوغز (الإنجليزية)